# John z Thoresby
John z Thoresby (ur. w Yorkshire, zm. 6 listopada 1373 tamże) – angielski kardynał, arcybiskup Yorku i Lord Kanclerz.

## Życiorys
Urodził się w Thoresby; był synem lorda Hugh z Thoresby. W młodości pełnił rolę kanonika katedry w Lincoln. 23 maja 1347 został mianowany biskupem St David’s, a dokładnie 4 miesiące później otrzymał sakrę. Dwa lata później, 4 września został biskupem Worcester. W latach 1349–1356 pełnił rolę Lorda Kanclerza Anglii. 17 listopada 1352 został mianowany arcybiskupem Yorku. 17 września 1361 został kreowany kardynałem prezbiterem i otrzymał kościół tytularny S. Sabina. Zmarł w pałacu Cawood.